# Tesarstvo
Tesarstvo je lesna obrt, povezana s stavbarstvom, gradbeništvom in tudi gradnjo ter obnovo lesenih plovil.
Poleg klasičnega tesarstva, ki pomeni izdelovanje ostrešij, lesenih zgradb, mostov in drugih konstrukcij, se je znotraj gradbeništva razvil tudi poklic tesar opažev, ki zajema izdelavo opažnih konstrukcij za betoniranje ter delovnih odrov. Tesarstvo se je razvilo tudi s tesanjem železniških pragov. 
Največji dosežek slovenskega ljudskega tesarstva predstavljajo kozolci, še posebej dvojni kozolci, imenovani toplarji.